# Snooker-Saison 2010/11
Die Snooker-Saison 2010/11 war eine Serie von Snooker-Turnieren, die der Main Tour angehörten.
Durch den Wechsel im Vorstand der World Professional Billiards & Snooker Association gab es für diese Saison einige Neuerungen. So fand erstmals seit der Saison 1997/98 wieder ein vollwertiges Ranglistenturnier in Deutschland statt. Der traditionsreiche Grand Prix wurde in World Open umbenannt und der Modus drastisch verändert (kürzere Matches und Zulassung von Amateurspielern). Außerdem wurde die bereits seit 1987 existierende Premier League Snooker erstmals Teil der Main Tour.
Das 2008 eingeführte Jiangsu Classic wurde in Wuxi Classic umbenannt. Zudem gab es drei neue Einladungsturniere im Main-Tour-Kalender: das Tages-Event Power Snooker, die World Seniors Championship sowie das Snooker Shoot-Out.
Neu eingeführt wurde auch die Players Tour Championship, die für Profis und Amateure gedacht ist und den Spielern die Möglichkeit bietet, sich öfter als zuvor unter Wettkampfbedingungen zu messen. Diese Veranstaltungen schlagen sich als minor-ranking-Turniere auch in der Snookerweltrangliste nieder – wenn auch mit geringerer Punktzahl.
Einmalig kehrte die Scottish Professional Championship als nationale Profimeisterschaft schottischer Spieler in den Kalender zurück, nachdem das Turnier zuvor letztmals in der Saison 1988/89 ausgetragen worden war.

## Saisonergebnisse
| Datum                                | Turnier                            | Austragungsort | Art                   | Sieger            | Finalist          | Ergebnis |
| 3. Juni bis 6. Juni 2010             | Wuxi Classic 2010                  | Wuxi           | Einladungsturnier     | Shaun Murphy      | Ding Junhui       | 9:8      |
| 6. September bis 12. September 2010  | Shanghai Masters 2010              | Shanghai       | Weltranglistenturnier | Ali Carter        | Jamie Burnett     | 10:7     |
| 18. September bis 26. September 2010 | World Open 2010                    | Glasgow        | Weltranglistenturnier | Neil Robertson    | Ronnie O’Sullivan | 5:1      |
| 30. Oktober 2010                     | Power Snooker 2010                 | London         | Einladungsturnier     | Ronnie O’Sullivan | Ding Junhui       | 572:258  |
| 5. November bis 7. November 2010     | World Seniors Championship 2010    | Bradford       | Einladungsturnier     | Jimmy White       | Steve Davis       | 4:1      |
| 2. September bis 28. November 2010   | Premier League Snooker 2010        | wechselnd      | Einladungsturnier     | Ronnie O’Sullivan | Shaun Murphy      | 7:1      |
| 4. Dezember bis 12. Dezember 2010    | UK Championship 2010               | Telford        | Weltranglistenturnier | John Higgins      | Mark Williams     | 10:9     |
| 9. Januar bis 16. Januar 2011        | Masters 2011                       | London         | Einladungsturnier     | Ding Junhui       | Marco Fu          | 10:4     |
| 28. Januar bis 30. Januar 2011       | Snooker Shoot-Out 2011             | Blackpool      | Einladungsturnier     | Nigel Bond        | Robert Milkins    | 58:24    |
| 2. Februar bis 6. Februar 2011       | German Masters 2011                | Berlin         | Weltranglistenturnier | Mark Williams     | Mark Selby        | 9:7      |
| 14. Februar bis 20. Februar 2011     | Welsh Open 2011                    | Newport        | Weltranglistenturnier | John Higgins      | Stephen Maguire   | 9:6      |
| 3. Januar bis 24. März 2011          | Championship League 2011           | Stock          | Einladungsturnier     | Matthew Stevens   | Shaun Murphy      | 3:1      |
| 28. März bis 3. April 2011           | China Open 2011                    | Peking         | Weltranglistenturnier | Judd Trump        | Mark Selby        | 10:8     |
| 11. April bis 14. April 2011         | Scottish Professional Championship | Clydebank      | Non-ranking-Turnier   | John Higgins      | Anthony McGill    | 6;1      |
| 16. April bis 2. Mai 2011            | World Championship 2011            | Sheffield      | Weltranglistenturnier | John Higgins      | Judd Trump        | 18:15    |

## Players Tour Championship
| #      | Datum                              | Austragungsort | Turniername                             | Sieger          | Finalist          | Ergebnis |
| 1      | 24. Juni bis 27. Juni 2010         | Sheffield      | PTC Event 1                             | Mark Williams   | Stephen Maguire   | 4:0      |
| 2      | 9. Juli bis 11. Juli 2010          | Sheffield      | PTC Event 2                             | Mark Selby      | Barry Pinches     | 4:3      |
| 3      | 6. August bis 8. August 2010       | Sheffield      | PTC Event 3                             | Tom Ford        | Jack Lisowski     | 4:0      |
| 4      | 14. August bis 16. August 2010     | Sheffield      | PTC Event 4                             | Barry Pinches   | Ronnie O’Sullivan | 4:3      |
| 5      | 27. August bis 29. August 2010     | Fürth          | EPTC Event 1 – Paul Hunter Classic 2010 | Judd Trump      | Anthony Hamilton  | 4:3      |
| 6      | 1. Oktober bis 3. Oktober 2010     | Brügge         | EPTC Event 2 – Brugge Open 2010         | Shaun Murphy    | Matthew Couch     | 4:2      |
| 7      | 8. Oktober bis 10. Oktober 2010    | Sheffield      | PTC Event 5                             | Ding Junhui     | Jamie Jones       | 4:1      |
| 8      | 15. Oktober bis 17. Oktober 2010   | Sheffield      | PTC Event 6                             | Dominic Dale    | Martin Gould      | 4:3      |
| 9      | 21. Oktober bis 24. Oktober 2010   | Rüsselsheim    | EPTC Event 3 – Rhein-Main Masters 2010  | Marcus Campbell | Liang Wenbo       | 4:0      |
| 10     | 28. Oktober bis 31. Oktober 2010   | Gloucester     | EPTC Event 4 – MIUS Cup 2010            | Stephen Lee     | Stephen Maguire   | 4:2      |
| 11     | 12. November bis 14. November 2010 | Hamm           | EPTC Event 5 – Ruhr Championship 2010   | John Higgins    | Shaun Murphy      | 4:2      |
| 12     | 19. November bis 21. November 2010 | Prag           | EPTC Event 6 – Prague Classic 2010      | Michael Holt    | John Higgins      | 4:3      |
| Finale | 17. März bis 20. März 2011         | Dublin         | Grand Finals                            | Shaun Murphy    | Martin Gould      | 4:0      |

## Weltrangliste
Ab der Saison 2010/11 wird die Snookerweltrangliste mehrmals in der Saison aktualisiert. Die aktualisierte Rangliste bildet dann die Basis für die Setzliste der folgenden Turniere. Die erste Aktualisierung wurde am 4. Oktober 2010 (nach dem zweiten Turnier der Euro-Players Tour Championship) vorgenommen. Eine weitere Aktualisierung gab es am 13. Dezember nach der UK Championship, die letzte folgte am 21. Februar nach den Welsh Open.
Diese Änderung im Regelwerk spiegelt zum einen den aktuellen Leistungsstand der Snookerspieler besser wider, zum anderen sollen so nicht immer wieder die gleichen Spieler aufeinandertreffen. Die Rangliste umfasst aber wie bisher einen Zeitraum von 24 Monaten, um zu verhindern, dass sich ein Spieler mit nur einem großen Turniersieg sehr schnell oben in der Rangliste festsetzen kann. Vielmehr will man kontinuierlich gute Leistungen belohnt sehen.
Für die Folgesaison qualifizierten sich die Spieler auf den Plätzen 1–64 zu Saisonende, sowie zusätzlich die grün markierten Spieler
| Platz 1–16 | Saisonanfang 29. Mai 2010 | Cut off Point 1 4. Oktober 2010 | Cut off Point 2 13. Dezember 2010 | Cut off Point 3 21. Februar 2011 | Saisonende 3. Mai 2011 |     |
| ---------- | ------------------------- | ------------------------------- | --------------------------------- | -------------------------------- | ---------------------- | --- |
| 1          | John Higgins              | Neil Robertson                  | John Higgins                      | John Higgins                     | Mark Williams          | +7  |
| 2          | Neil Robertson            | Allister Carter                 | Neil Robertson                    | Mark Williams                    | John Higgins           | −1  |
| 3          | Ronnie O’Sullivan         | John Higgins                    | Mark Williams                     | Neil Robertson                   | Mark Selby             | +6  |
| 4          | Allister Carter           | Mark Williams                   | Ding Junhui                       | Mark Selby                       | Ding Junhui            | +1  |
| 5          | Ding Junhui               | Stephen Maguire                 | Shaun Murphy                      | Ding Junhui                      | Neil Robertson         | −3  |
| 6          | Stephen Maguire           | Ronnie O’Sullivan               | Mark Selby                        | Stephen Maguire                  | Allister Carter        | −2  |
| 7          | Shaun Murphy              | Shaun Murphy                    | Allister Carter                   | Shaun Murphy                     | Shaun Murphy           |     |
| 8          | Mark Williams             | Ding Junhui                     | Stephen Maguire                   | Allister Carter                  | Stephen Maguire        | −2  |
| 9          | Mark Selby                | Mark Selby                      | Ronnie O’Sullivan                 | Graeme Dott                      | Judd Trump             | +18 |
| 10         | Mark Allen                | Stephen Hendry                  | Graeme Dott                       | Ronnie O’Sullivan                | Graeme Dott            | +3  |
| 11         | Stephen Hendry            | Graeme Dott                     | Mark Allen                        | Mark Allen                       | Ronnie O’Sullivan      | −8  |
| 12         | Ryan Day                  | Mark Allen                      | Peter Ebdon                       | Peter Ebdon                      | Mark Allen             | −2  |
| 13         | Graeme Dott               | Peter Ebdon                     | Jamie Cope                        | Stephen Hendry                   | Peter Ebdon            | +5  |
| 14         | Marco Fu                  | Jamie Cope                      | Stephen Hendry                    | Jamie Cope                       | Matthew Stevens        | +11 |
| 15         | Mark King                 | Mark King                       | Ricky Walden                      | Ricky Walden                     | Jamie Cope             | +2  |
| 16         | Liang Wenbo               | Marco Fu                        | Mark King                         | Marco Fu                         | Stephen Hendry         | −5  |

| Platz 17–97 | Saisonanfang 29. Mai 2010 | Cut off Point 1 4. Oktober 2010 | Cut off Point 2 13. Dezember 2010 | Cut off Point 3 21. Februar 2011 | Saisonende 3. Mai 2011   |     |
| ----------- | ------------------------- | ------------------------------- | --------------------------------- | -------------------------------- | ------------------------ | --- |
| 17          | Jamie Cope                | Matthew Stevens                 | Stuart Bingham                    | Stuart Bingham                   | Stuart Bingham           | +12 |
| 18          | Peter Ebdon               | Mark Davis                      | Marco Fu                          | Matthew Stevens                  | Stephen Lee              | +5  |
| 19          | Joe Perry                 | Stephen Lee                     | Mark Davis                        | Mark King                        | Mark Davis               | +7  |
| 20          | Ricky Walden              | Ricky Walden                    | Stephen Lee                       | Ryan Day                         | Ricky Walden             |     |
| 21          | Barry Hawkins             | Liang Wenbo                     | Martin Gould                      | Stephen Lee                      | Martin Gould             | +22 |
| 22          | Steve Davis               | Stuart Bingham                  | Matthew Stevens                   | Mark Davis                       | Barry Hawkins            | −1  |
| 23          | Stephen Lee               | Ryan Day                        | Andrew Higginson                  | Andrew Higginson                 | Marco Fu                 | −9  |
| 24          | Michael Holt              | Martin Gould                    | Liang Wenbo                       | Judd Trump                       | Marcus Campbell          | +16 |
| 25          | Matthew Stevens           | Stuart Bingham                  | Ryan Day                          | Barry Hawkins                    | Andrew Higginson         | +7  |
| 26          | Mark Davis                | Judd Trump                      | Judd Trump                        | Martin Gould                     | Mark King                | −11 |
| 27          | Judd Trump                | Joe Perry                       | Barry Hawkins                     | Liang Wenbo                      | Joe Perry                | −8  |
| 28          | Gerard Greene             | Gerard Greene                   | Ken Doherty                       | Gerard Greene                    | Ryan Day                 | −16 |
| 29          | Stuart Bingham            | Andrew Higginson                | Gerard Greene                     | Ken Doherty                      | Ken Doherty              | −1  |
| 30          | Ken Doherty               | Ken Doherty                     | Tom Ford                          | Joe Perry                        | Liang Wenbo              | −14 |
| 31          | Dave Harold               | Steve Davis                     | Marcus Campbell                   | Dominic Dale                     | Dominic Dale             | +14 |
| 32          | Andrew Higginson          | Mike Dunn                       | Joe Perry                         | Marcus Campbell                  | Gerard Greene            | −4  |
| 33          | Mike Dunn                 | Robert Milkins                  | Dominic Dale                      | Tom Ford                         | Robert Milkins           | +3  |
| 34          | Rory McLeod               | Jamie Burnett                   | Fergal O’Brien                    | Nigel Bond                       | Tom Ford                 | +7  |
| 35          | Stuart Pettman            | Tom Ford                        | Mike Dunn                         | Rory McLeod                      | Rory McLeod              | −1  |
| 36          | Robert Milkins            | Nigel Bond                      | Robert Milkins                    | Robert Milkins                   | Anthony Hamilton         | +6  |
| 37          | Jamie Burnett             | Marcus Campbell                 | Nigel Bond                        | Jamie Burnett                    | Fergal O’Brien           | +10 |
| 38          | Nigel Bond                | Fergal O’Brien                  | Rory McLeod                       | Mike Dunn                        | Mike Dunn                | −5  |
| 39          | Joe Swail                 | Michael Holt                    | Anthony Hamilton                  | Fergal O’Brien                   | Jamie Burnett            | −2  |
| 40          | Marcus Campbell           | Rory McLeod                     | Jamie Burnett                     | Steve Davis                      | Nigel Bond               | −2  |
| 41          | Tom Ford                  | Anthony Hamilton                | Steve Davis                       | Anthony Hamilton                 | Barry Pinches            | +16 |
| 42          | Anthony Hamilton          | Dominic Dale                    | Michael Holt                      | Tony Drago                       | Mark Joyce               | +16 |
| 43          | Martin Gould              | Joe Swail                       | Peter Lines                       | Michael Holt                     | Matthew Selt             | +8  |
| 44          | Adrian Gunnell            | Barry Pinches                   | Barry Pinches                     | Peter Lines                      | Steve Davis              | −22 |
| 45          | Dominic Dale              | Stuart Pettman                  | Joe Swail                         | Dave Harold                      | Michael Holt             | −21 |
| 46          | Alan McManus              | Dave Harold                     | Tony Drago                        | Matthew Selt                     | Tony Drago               | +8  |
| 47          | Fergal O’Brien            | Alan McManus                    | Mark Joyce                        | Mark Joyce                       | Jamie Jones              | neu |
| 48          | Ian McCulloch             | Adrian Gunnell                  | Alan McManus                      | Alan McManus                     | Dave Harold              | −17 |
| 49          | Rod Lawler                | Peter Lines                     | Matthew Selt                      | Joe Swail                        | Joe Jogia                | +22 |
| 50          | Peter Lines               | Andy Hicks                      | Dave Harold                       | Barry Pinches                    | Peter Lines              |     |
| 51          | Matthew Selt              | Tony Drago                      | Adrian Gunnell                    | Andy Hicks                       | Alan McManus             | −5  |
| 52          | Michael Judge             | Matthew Selt                    | Andy Hicks                        | Jamie Jones                      | Jack Lisowski            | neu |
| 53          | Andy Hicks                | Rod Lawler                      | Jamie Jones                       | Adrian Gunnell                   | Jimmy Robertson          | +10 |
| 54          | Tony Drago                | Ian McCulloch                   | Stuart Pettman                    | Rod Lawler                       | Joe Swail                | −15 |
| 55          | David Gilbert             | David Morris                    | Rod Lawler                        | Anthony McGill                   | Jimmy White              | +5  |
| 56          | Jimmy Michie              | Björn Haneveer                  | Anthony McGill                    | Jack Lisowski                    | Adrian Gunnell           | −12 |
| 57          | Barry Pinches             | Alfie Burden                    | Jimmy White                       | Jimmy White                      | Alfie Burden             | neu |
| 58          | Mark Joyce                | Matthew Couch                   | Joe Jogia                         | Ian McCulloch                    | Rod Lawler               | −9  |
| 59          | David Morris              | Jimmy Michie                    | Alfie Burden                      | Alfie Burden                     | Anthony McGill           | neu |
| 60          | Jimmy White               | Michael Judge                   | Ian McCulloch                     | Joe Jogia                        | Liu Chuang               | neu |
| 61          | Joe Delaney               | Anthony McGill                  | Björn Haneveer                    | Jimmy Robertson                  | Andy Hicks               | −8  |
| 62          | Björn Haneveer            | Jimmy Robertson                 | Jack Lisowski                     | Stuart Pettman                   | Liu Song                 | +15 |
| 63          | Jimmy Robertson           | Jimmy White                     | Jimmy Robertson                   | Björn Haneveer                   | Ian McCulloch            | −15 |
| 64          | Paul Davies               | Joe Jogia                       | Patrick Wallace                   | Matthew Couch                    | Xiao Guodong             | +10 |
| 65          |                           | Mark Joyce                      | Liam Highfield                    | Xiao Guodong                     | Björn Haneveer           | −3  |
| 66          | Simon Bedford             | Joe Delaney                     | Matthew Couch                     | Liam Highfield                   | Michael White            | +6  |
| 67          | James Wattana             | Igor Figueiredo                 | Liu Chuang                        | Patrick Wallace                  | James Wattana            |     |
| 68          | Matthew Couch             | Jamie Jones                     | Xiao Guodong                      | Liu Song                         | Liam Highfield           | neu |
| 69          | Patrick Wallace           | Jack Lisowski                   | Michael White                     | Liu Chuang                       | Ben Woollaston           | +4  |
| 70          | Zhang Anda                | Patrick Wallace                 | David Morris                      | David Morris                     | Matthew Couch            | −2  |
| 71          | Joe Jogia                 | Liam Highfield                  | Liu Song                          | Michael White                    | Andrew Pagett            | neu |
| 72          | Michael White             | Liu Song                        | Jimmy Michie                      | Simon Bedford                    | Kyren Wilson             | neu |
| 73          | Ben Woollaston            | James Wattana                   | James Wattana                     | Jimmy Michie                     | Paul Davison             | neu |
| 74          | Xiao Guodong              | Michael White                   | Igor Figueiredo                   | Igor Figueiredo                  | Patrick Wallace          | −5  |
| 75          |                           | Paul Davies                     | Andrew Pagett                     | Ben Woollaston                   | James McBain             | neu |
| 76          |                           | James McBain                    | Ben Woollaston                    | James Wattana                    | David Gilbert            | −21 |
| 77          | Liu Song                  | Kyren Wilson                    | Kyren Wilson                      | Kyren Wilson                     | Stuart Pettman           | −42 |
| 78          |                           | Andrew Pagett                   | David Gilbert                     | Andrew Pagett                    | David Morris             | −19 |
| 79          |                           | Xiao Guodong                    | Michael Judge                     | Paul Davison                     | Simon Bedford            | −13 |
| 80          |                           | Ben Woollaston                  | Paul Davison                      | James McBain                     | Igor Figueiredo          | neu |
| 81          |                           | David Gilbert                   | James McBain                      | Thanawat Tirapongpaiboon         | Joe Delaney              | −20 |
| 82          |                           | Zhang Anda                      | Simon Bedford                     | Joe Delaney                      | Thanawat Tirapongpaiboon | neu |
| 83          |                           | Thanawat Tirapongpaiboon        | Joe Delaney                       | David Gilbert                    | Jimmy Michie             | −27 |
| 84          |                           | Paul Davison                    | Zhang Anda                        | Zhang Anda                       | Zhang Anda               | −14 |
| 85          |                           | Justin Astley                   | Thanawat Tirapongpaiboon          | Michael Judge                    | Kurt Maflin              | neu |
| 86          |                           | Liu Chuang                      | Paul Davies                       | Adam Wicheard                    | Kuldesh Johal            | neu |
| 87          |                           | Patrick Einsle                  | Justin Astley                     | Justin Astley                    | Issara Kachaiwong        | neu |
| 88          |                           | Dermot McGlinchey               | Adam Wicheard                     | Issara Kachaiwong                | Adam Wicheard            | neu |
| 89          |                           | Kuldesh Johal                   | Issara Kachaiwong                 | Kuldesh Johal                    | Michael Judge            | −37 |
| 90          |                           | Simon Bedford                   | Patrick Einsle                    | Paul Davies                      | Justin Astley            | neu |
| 91          |                           | Kurt Maflin                     | Dermot McGlinchey                 | Kurt Maflin                      | Dermot McGlinchey        | neu |
| 92          |                           | Adam Wicheard                   | Kuldesh Johal                     | Dermot McGlinchey                | Noppon Saengkham         | neu |
| 93          |                           | Noppon Saengkham                | Kurt Maflin                       | Noppon Saengkham                 | Jamie O’Neill            | neu |
| 94          |                           | Jamie O’Neill                   | Noppon Saengkham                  | Jamie O’Neill                    | Jak Jones                | neu |
| 95          |                           | Jak Jones                       | Jak Jones                         | Jak Jones                        | Patrick Einsle           | neu |
| 96          |                           | Issara Kachaiwong               | Jamie O’Neill                     | Patrick Einsle                   | Paul Davies              | −32 |
| 97          |                           | Reanne Evans                    | Reanne Evans                      | Reanne Evans                     | Reanne Evans             | neu |

Zum Anzeigen der Platzierungen 17–97 rechts auf [Ausklappen] drücken.

## Qualifikation für die Main-Tour 2010/11
Neben den 64 bestplatzierten Spielern der Weltrangliste zum Abschluss der Saison 2009/10 wurden die übrigen 32 Startplätze wie folgt vergeben:
| Verbleib auf der Main-Tour über die Einjahreswertung 2009/10 - James Wattana - Patrick Wallace - Zhang Anda - Simon Bedford - Joe Jogia - Michael White - Matthew Couch - Ben Woollaston Qualifikation über die Pontin’s International Open Series 2009/10 - Jack Lisowski - Liam Highfield - Paul Davison - Anthony McGill - Kyren Wilson - Jamie O’Neill - Justin Astley - Jamie Jones | Qualifikation über Internationale Amateurmeisterschaften - Alfie Burden (IBSF-Amateurweltmeister) - Noppon Saengkham (IBSF-U21-Weltmeister) - Jak Jones (EBSA-U19-Europameister) - Kurt Maflin (EBSA International Play-Off) - Issara Kachaiwong (ACBS-Asienmeister) - Liu Chuang (ACBS-U21-Asienmeister) Qualifikation über Nationalverbände - Adam Wicheard (Englische Nummer 1) - Kuldesh Johal (Englische Playoffs) - James McBain (Schottische Nominierung) - Andrew Pagett (Walisische Nominierung) - Dermot McGlinchey (Nordirische Nominierung) - Thanawat Tirapongpaiboon (Asiatische Nominierung) Qualifikation über WPBSA Wildcard - Reanne Evans - Patrick Einsle - Igor Figueiredo - Xiao Guodong |

Nachnominierungen
- Liu Song ersetzte den zwischendurch gesperrten John Higgins und den später zurückgetretenen Patrick Einsle.

## Punkteschlüssel
Gesetzte Spieler, die ihr erstes Spiel verloren, erhielten nur die halbe Punktzahl (in der Tabelle in Klammern unter der regulären Punktzahl).
| Runde                                           | 1 (Letzte 96)                 | 2 (Letzte 80)                   | 3 (Letzte 64)                                | 4 (Letzte 48)                   | 5 (Letzte 32)                               | Achtelfinale | Viertelfinale | Halbfinale | Zweiter | Sieger |
| ----------------------------------------------- | ----------------------------- | ------------------------------- | -------------------------------------------- | ------------------------------- | ------------------------------------------- | ------------ | ------------- | ---------- | ------- | ------ |
|                                                 | Plätze 65–80 vs. Plätze 81–96 | Plätze 49–64 vs. Sieger Runde 1 | Plätze 33–48 vs. Sieger Runde 2              | Plätze 16–32 vs. Sieger Runde 3 | Plätze 1–16 vs. Sieger Runde 4              |              |               |            |         |        |
| Shanghai Masters                                | 560 (280)                     | 910 (455)                       | 1260 (630)                                   | 1610 (805)                      | 1960 (980)                                  | 2660         | 3500          | 4480       | 5600    | 7000   |
| UK Championship                                 | 640 (320)                     | 1040 (520)                      | 1440 (720)                                   | 1840 (920)                      | 2240 (1120)                                 | 3040         | 4000          | 5120       | 6400    | 8000   |
| Welsh Open                                      | 400 (200)                     | 650 (325)                       | 900 (450)                                    | 1150 (575)                      | 1400 (700)                                  | 1900         | 2500          | 3200       | 4000    | 5000   |
| China Open                                      | 560 (280)                     | 910 (455)                       | 1260 (630)                                   | 1610 (805)                      | 1960 (980)                                  | 2660         | 3500          | 4480       | 5600    | 7000   |
| Snookerweltmeisterschaft                        | 800 (400)                     | 1300 (650)                      | 1800 (900)                                   | 2300 (1150)                     | 2800 (1400)                                 | 3800         | 5000          | 6400       | 8000    | 10000  |
| Runde                                           |                               | 1 (Letzte 128)                  | 2 (Letzte 96)                                | 3 (Letzte 64)                   | 4 (Letzte 32)                               | Achtelfinale | Viertelfinale | Halbfinale | Zweiter | Sieger |
|                                                 |                               | Plätze 65–96 vs. 32 Amateure    | Plätze 33–64 vs. Sieger Runde 1              | Plätze 1–32 vs. Sieger Runde 2  |                                             |              |               |            |         |        |
| World Open                                      |                               | 910 (455)                       | 1260 (630)                                   | 1610 (805)                      | 1960                                        | 2660         | 3500          | 4480       | 5600    | 7000   |
| Runde                                           |                               | 1 (Letzte 96)                   | 2 (Letzte 64)                                | 3 (Letzte 48)                   | 4 (Letzte 32)                               | Achtelfinale | Viertelfinale | Halbfinale | Zweiter | Sieger |
|                                                 |                               | Plätze 65–96 vs. Plätze 33–64   | Sieger Runde 1 vs. Sieger Runde 1            | Plätze 17–32 vs. Sieger Runde 2 | Plätze 1–16 vs. Sieger Runde 3              |              |               |            |         |        |
| German Masters                                  |                               | 650 (325)                       | 900 (450)                                    | 1150 (575)                      | 1400 (700)                                  | 1900         | 2500          | 3200       | 4000    | 5000   |
| Runde                                           |                               |                                 | 1 (Letzte 128)                               | 2 (Letzte 64)                   | 3 (Letzte 32)                               | Achtelfinale | Viertelfinale | Halbfinale | Zweiter | Sieger |
|                                                 |                               |                                 | Plätze 65–96 und 32 Amateure vs. Plätze 1–64 |                                 |                                             |              |               |            |         |        |
| Players Tour Championship (alle 12 Vorturniere) |                               |                                 | –                                            | 360                             | 560                                         | 760          | 1000          | 1280       | 1600    | 2000   |
| Runde                                           |                               |                                 |                                              |                                 | 1 (Letzte 24)                               | Achtelfinale | Viertelfinale | Halbfinale | Zweiter | Sieger |
|                                                 |                               |                                 |                                              |                                 | (Qualifikation über die 12 PTC-Vorturniere) |              |               |            |         |        |
| Players Tour Championship (Finalturnier)        |                               |                                 |                                              |                                 | 840                                         | 1140         | 1500          | 1920       | 2400    | 3000   |